# بطولة الأندية العربية لأبطال الدوري 1981–82
كانت بطولة الأندية العربية لأبطال الدوري 1981–82 النسخة الأولى من لما يعرف في وقت لاحق على الصعيد الدولي باسم دوري أبطال العرب. ضمت النسخة الأولى ثلاثة فرق، بعد انسحاب النصر السعودي والتلال اليمني وهورسيد الصومالي.
توج الشرطة العراقي بطلًا بعد انتصاره في مباراة فاصلة ضد بطل لبنان نادي النجمة، الذي كان في الواقع قد توج بطلًا للدوري اللبناني الممتاز في عام 1975، إلا أنه لم تلعب أي بطولة منذ ذلك الحين بسبب الحرب الأهلية اللبنانية. الأهلي الأردني هو الفريق الآخر الذي شارك.

## الفرق
المشاركون
| الفريق | طريقة التأهل                                                            |
| ------ | ----------------------------------------------------------------------- |
| الشرطة | بطل الدوري العراقي الممتاز 1979–80                                      |
| الأهلي | بطل الدوري الأردني الممتاز 1979                                         |
| النجمة | بطل الدوري اللبناني الممتاز 1974–75 (لم تقم بطولة لبنانية منذ عام 1975) |

انسحب
| الفريق | طريقة التأهل                        |
| ------ | ----------------------------------- |
| التلال | بطل الدوري اليمن الجنوبي 1979–80    |
| النصر  | بطل الدوري السعودي الممتاز 1979–80  |
| هورسيد | بطل الدوري الصومالي الممتاز 1979–80 |

## نصف النهائي
في الأصل تم تقسيم الفرق الستة إلى مجموعتين: (النجمة و الأهلي و التلال) و(الشرطة و هورسيد و النصر)، إلا أن التلال و النصر انسحبا لاحقاً من البطولة.
تأهل الشرطة العراقي مباشرة إلى النهائي بعد انسحاب هورسيد الصومالي ، الذي كان من المقرر أن يسافر إلى بغداد في 2 فبراير.
| الفريق الأول | إجم. | الفريق الثاني  | مباراة الذهاب | مباراة الإياب |
| ------------ | ---- | -------------- | ------------- | ------------- |
| النجمة       | 2–1  | الأهلي         | 2–1           | 0–0           |
| الشرطة       | —    | هورسيد (انسحب) | —             | —             |

| النجمة                 | 2–1 | الأهلي    |
| ---------------------- | --- | --------- |
| الخطيب 8' · شاتيلا 37' |     | سلامه 24' |

| الأهلي | 0–0 | النجمة |
| ------ | --- | ------ |
|        |     |        |

## النهائي
| الفريق الأول | إجم. | الفريق الثاني | مباراة الذهاب | مباراة الإياب |
| ------------ | ---- | ------------- | ------------- | ------------- |
| الشرطة       | 4–2  | النجمة        | 2–0           | 2–2           |

| الشرطة         | 2–0 | النجمة |
| -------------- | --- | ------ |
| محمود 40'، 83' |     |        |

| النجمة          | 2–2 | الشرطة      |
| --------------- | --- | ----------- |
| الخطيب · شاتيلا |     | نوري · راضي |

## الفائز
| بطل بطولة الأندية العربية لأبطال الدوري 1982 |
| -------------------------------------------- |
| العراق                                       |
| الشرطة أول لقب                               |

## وصلات خارجية
- Al Shorta in the Arab Champions League - Al Shorta website